# 北海道道800号北の峯線

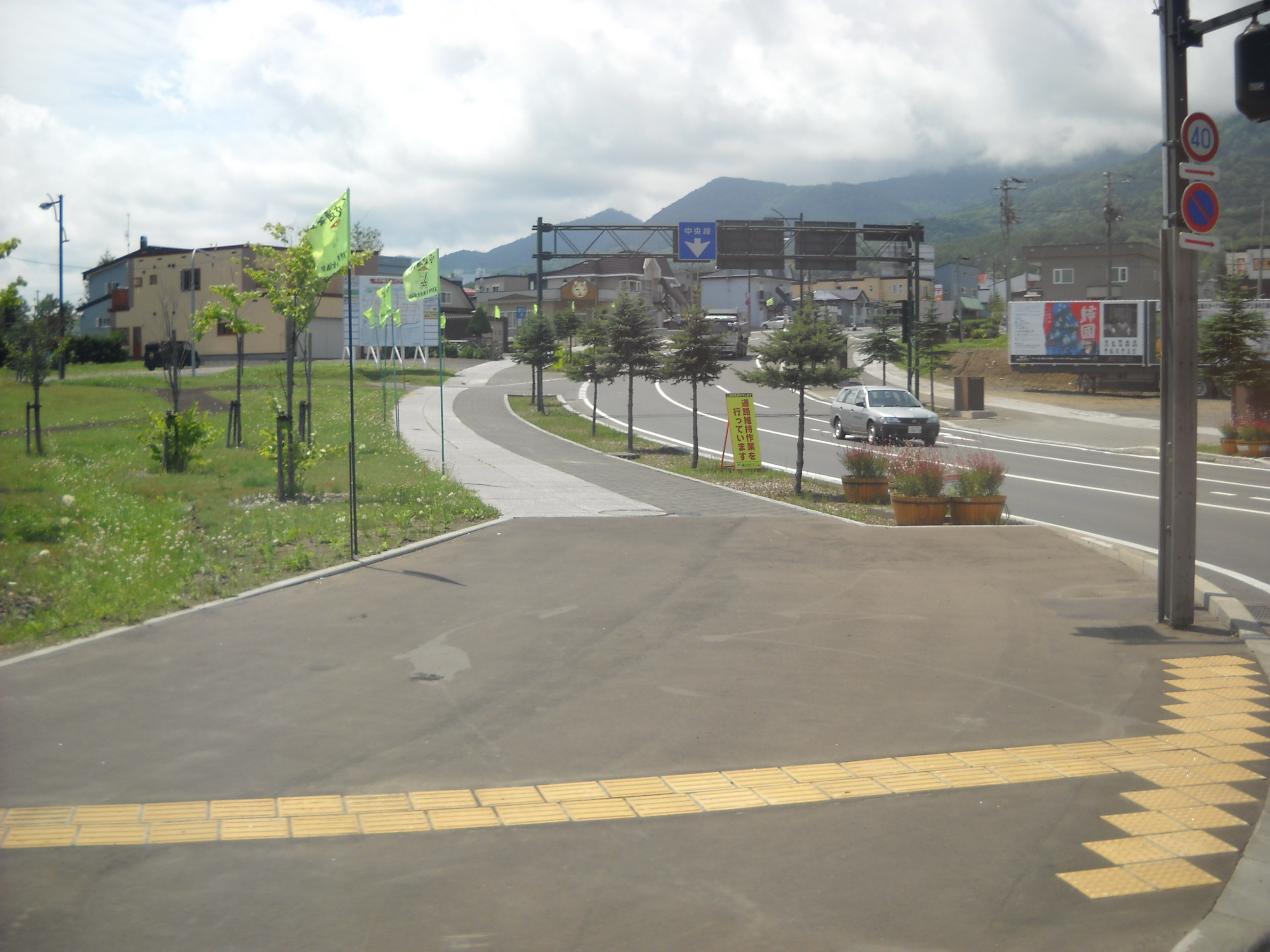
終点の様子

北海道道800号北の峯線（ほっかいどうどう800ごう きたのみねせん）は、北海道富良野市内を結ぶ一般道道（北海道道）である。

## 概要

### 路線データ
- 起点：北海道富良野市北の峰町
- 終点：北海道富良野市学田三区（国道38号交点）
- 路線延長：0.9km

## 歴史
- 1973年（昭和48年）3月31日 路線認定[1]。

認定上は「北の峯」だが、地区名は「北の峰」で道路標識でも「峰」を使用する場合が多い。

## 地理

### 通過する自治体
- 上川総合振興局
  - 富良野市

### 交差する道路
富良野市
- 国道38号 - 学田三区（終点）

### 沿線にある施設など
富良野市
- 北の峰ターミナル（ふらのスキー場） - 北の峰町18
- セブン-イレブン富良野北の峰店 - 北の峰町4-67
- 北の峰簡易郵便局 - 北の峰町33-34